# Alimak Hek
Alimak Hek is een Zweeds bedrijf dat verticale transportsystemen vervaardigt, verkoopt en verhuurt. Het hoofdkantoor staat in Stockholm.
Het kwam voort uit onder meer de bedrijven Alimak en Hek. In 2006 werd het Amerikaanse bedrijf Champion overgenomen, dat eveneens bouwliften vervaardigt. Vóór 2004 heette het bedrijf Intervect, maar de naams werd veranderd om de twee sterkste merken van het bedrijf te benadrukken.
Verticale transportsystemen zijn bouwliften voor personen en goederen en industriële liften die permanent worden geïnstalleerd. Daarnaast worden diverse hijstoestellen en verplaatsbare transportplatforms vervaardigd.
Productievestigingen zijn te vinden in:
- In Skellefteå worden transportflatforms, hijstoestellen en industriële liften vervaardigd,
- In Changshu worden hijstoestellen voor de Chinese markt geproduceerd,
- In Houston worden de Champion producten gefabriceerd,
- In Middelbeers worden hijstoestellen voor goederentransport en verticale transportsystemen die langs een mast omhooggaan gemaakt.

De bouwliften van Alimak Hek vinden bij herhaling toepassingen bij de constructie van de hoogste gebouwen ter wereld, waaronder de Taipei 101-toren.